# West Sand Lake
West Sand Lake – jednostka osadnicza w Stanach Zjednoczonych, w stanie Nowy Jork, w hrabstwie Rensselaer.